# Ochrotrichia chiapa
Ochrotrichia chiapa är en nattsländeart som beskrevs av Donald G. Denning och Blickle 1972. Ochrotrichia chiapa ingår i släktet Ochrotrichia och familjen smånattsländor. Inga underarter finns listade i Catalogue of Life.